# Amame peteribí
"Amame peteribí" o simplemente "Peteribí", es una canción compuesta por los músicos argentinos Luis Alberto Spinetta, Carlos Cutaia y Black Amaya e interpretada por la banda Pescado Rabioso, que integra el álbum doble Pescado 2 de 1973, segundo álbum de la banda, ubicado en la posición n.º 19 de la lista de los 100 mejores discos del rock argentino por la revista Rolling Stone.
Para grabar este tema, Pescado Rabioso formó con la formación clásica: Luis Alberto Spinetta en guitarra eléctrica; David Lebón en el bajo; Carlos Cutaia en órgano Hammond y piano; Black Amaya estuvo a cargo de la batería; cantan Spinetta y Lebón.
En enero de 2020 el rapero Eminem editó un tema en su álbum Music to Be Murdered By llamado "Stepdad" cuya base está tomada, con la aprobación de sus autores, de Amame Peteribí, por lo cual comparte con los integrantes de Pescado Rabioso y sus herederos, la autoría (y los derechos) de esta canción.

## La canción

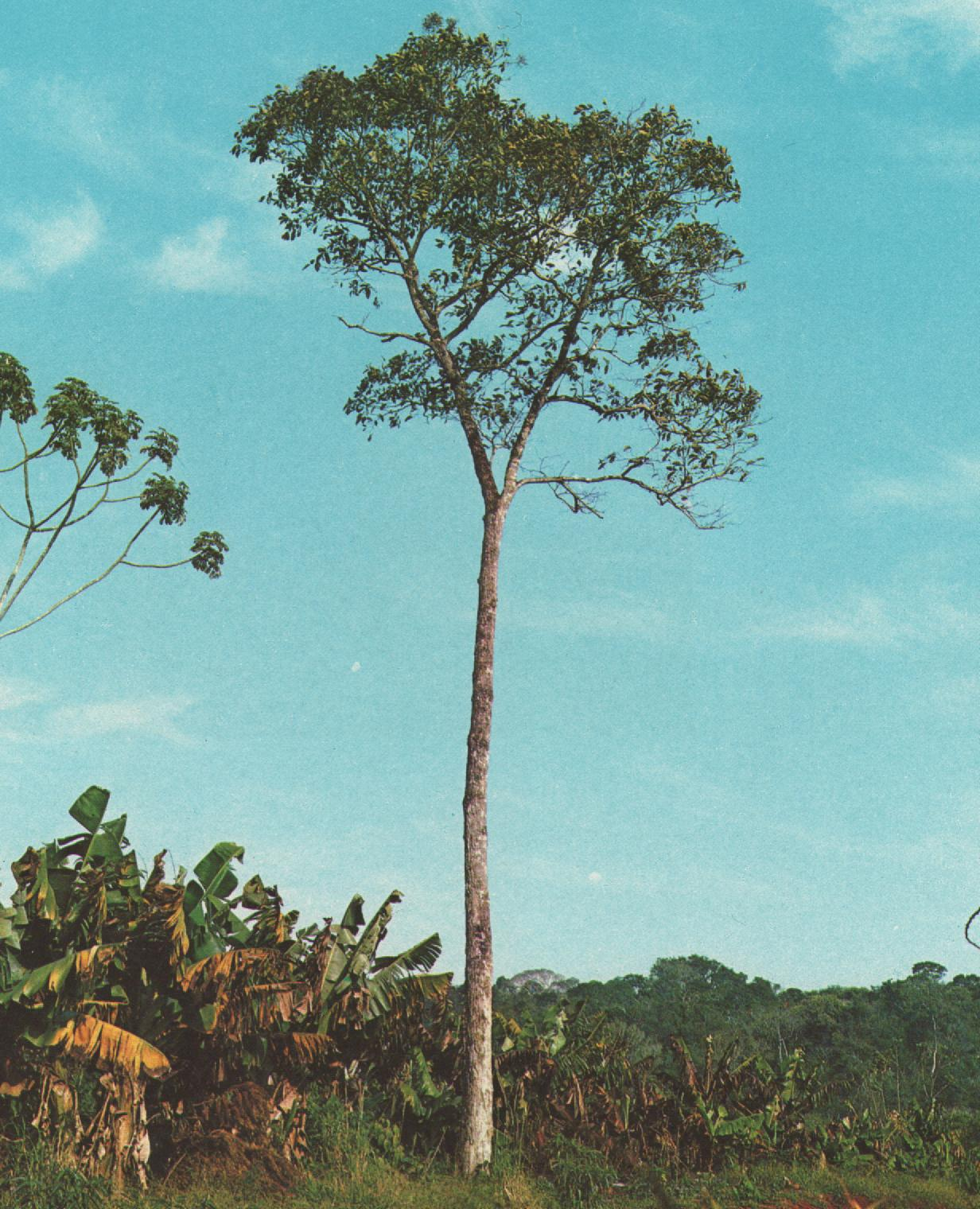
El peteribí (Cordia trichotoma) es un árbol característico de Sudamérica. Los árboles fueron uno de los temas habituales en la obra de Spinetta: "los cuerpos son árboles, las mentes son árboles insertos en la tierra bebiendo el mar, respirando el cielo y heredando las flores" (Cuadernillo del álbum)

"Amame peteribí" es el noveno track (Disco 1, Lado B, track 9) del álbum doble Pescado 2, el último tema del primer disco. Es el segundo tema más largo del primer disco con 7:34. 
El tema es fundamentalmente instrumental rápido, sostenido en una secuencia armónica básica mi menor-re mayor-mi menor, sobre las que se desarrolla una notable improvisación de guitarra eléctrica y piano. La guitarra tiene una distorsión con Leslie y luego Hiwatt, que le confiere un sonido pesado muy extraño.
Se trata de una breve letra, que se concentra en la palabra "peteribí", un árbol característico de Sudamérica. En el cuadernillo del álbum correspondiente a "Amame peteribí" se describe la razón tema del siguiente modo:

Cuando hacemos peteribí en vivo decimos que la letra es corta pero el contenido es largo. El peteribí es un árbol clasificado, como el palo borracho. Los cuerpos son árboles, las mentes son árboles insertos en la tierra bebiendo el mar, respirando el cielo y heredando las flores.
Cuadernillo del álbum